# Archives (álbum de Asia)
Archives es el cuarto álbum recopilatorio de la banda británica de rock progresivo Asia y fue publicado en 1997. Este álbum contiene canciones de los compilados Archiva Vol. 1 y Archiva Vol. 2 de la banda que fueron grabadas de 1988 a 1996.

## Lista de canciones
| Side one |                           |                                   |          |  |
| N.º      | Título                    | Escritor(es)                      | Duración |  |
| 1.       | «Heart of Gold»           | Goeff Downes / John Payne         | 4:46     |  |
| 2.       | «Tears»                   | Downes / Johnny Warman            | 4:58     |  |
| 3.       | «Fight Against the Tide»  | Downes / Payne                    | 5:30     |  |
| 4.       | «The Mariner's Dream»     | John Payne                        | 1:27     |  |
| 5.       | «Boys from Diamond City»  | Downes / Payne                    | 5:43     |  |
| 6.       | «Ginger»                  | Downes / Payne / Steve Howe       | 2:03     |  |
| 7.       | «Obsession»               | Payne / Steve Rodford             | 4:57     |  |
| 8.       | «Moon Under the Water»    | Johnny Warman                     | 4:02     |  |
| 9.       | «Don't Come to Me»        | Eddie Schwartz                    | 4:53     |  |
| 10.      | «The Smoke that Thunders» | Downes / Payne / Carl Palmer      | 3:28     |  |
| 11.      | «The Higher You Climb»    | Downes / Warman / Jane Woolfenden | 3:25     |  |
| 12.      | «Armenia»                 | Downes / Payne                    | 5:02     |  |

## Formación
- John Payne — voz principal, bajo y guitarra (en las canciones 5, 9 y 10)
- Geoff Downes — teclados y programador
- Carl Palmer — batería (en la canción 5 y 10)
- Steve Howe — guitarra (en la canción 6)
- Al Pitrelli — guitarra (en las canciones 1 y 7)
- Scott Gorham — guitarra (en las canciones 6 y 11)
- Anthony Glynne — guitarra (en las canciones 1 y 7)
- Nigel Glockler — batería
- Michael Sturgis — batería
- Trevor Thornton — batería
- Andy Nye — teclados adicionales y programador